# Werauhia camptoclada
Werauhia camptoclada là một loài thuộc chi Werauhia. Đây là loài đặc hữu của Costa Rica.